# Plaça del Cinc d'Oros
La plaça del Cinc d'Oros, anteriorment anomenada de Joan Carles I, es troba en la intersecció entre l'avinguda Diagonal i el passeig de Gracia de Barcelona.

## Història i descripció
Aquesta plaça no estava projectada en el Pla Cerdà, ja que en realitat no és sinó l'espai d'intersecció entre l'avinguda Diagonal i el passeig de Gràcia. Abans de tenir un nom oficial la zona era coneguda com el «Cinc d'Oros» ja que tenia quatre rotondes - una  a cada cantonada - i una més gran al centre, amb el que a vista aèria recordava aquesta carta (cinc d'oros). El 1906 la zona va ser urbanitzada per l'arquitecte municipal Pere Falqués, qui va situar un conjunt de sis fanals disposats al voltant de la rotonda central. Posteriorment, l'augment del trànsit en aquest cèntric encreuament va fer que es retiressin els fanals el 1957, que més tard van ser recol·locades en l'avinguda de Gaudí (1985).

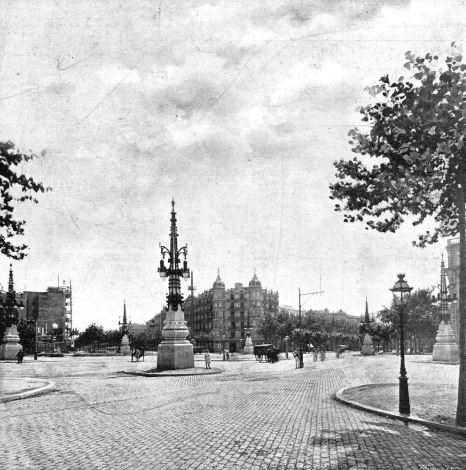
El Cinc d'Oros el 1909

El 1915 va sorgir la idea d'erigir en el lloc un monument dedicat a Francesc Pi i Margall, president de la Primera República Espanyola. El 19 de setembre de 1915 es va col·locar la primera pedra, en un acte presidit pel primer tinent d'alcalde (i alcalde accidental en aquest moment) Juan Pich i Pon, però en produir-se uns aldarulls entre republicans i catalanistes el projecte va quedar ajornat. El 1917 es va reprendre el projecte, i es va encarregar la confecció de l'obra a Miquel Blay, qui va esbossar un gran conjunt escultòric amb un bust del president republicà, encara que novament el projecte va quedar suspès per l'arribada de la dictadura de Primo de Rivera.

### Segona República

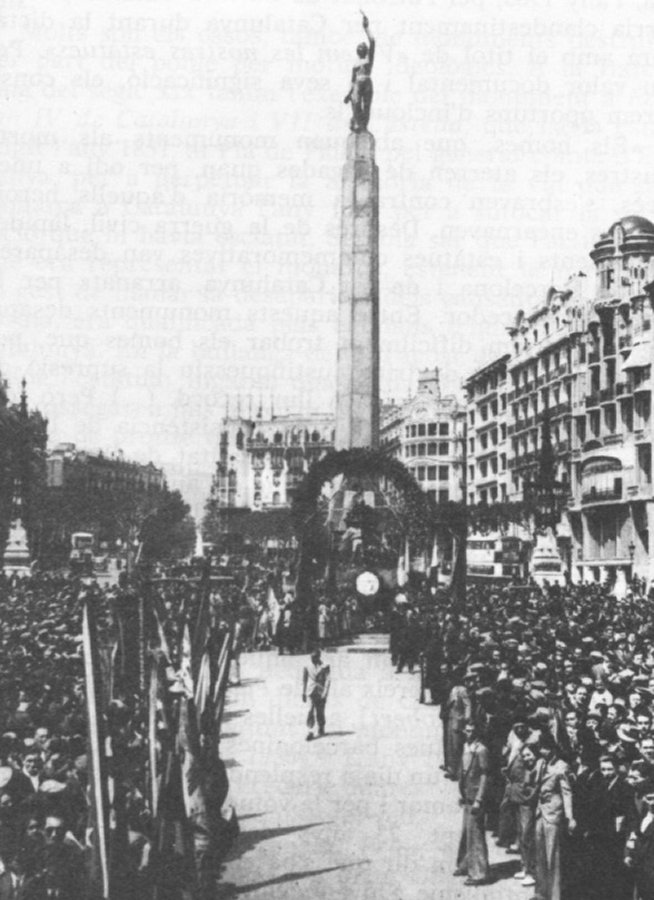
Inauguració del monument a la República, 12 d'abril del 1936

Amb l'arribada de la Segona República la plaça va rebre el seu primer nom oficial: plaça de Pi i Margall, en honor del president republicà. Llavors es va tornar a reprendre el projecte del monument, tot i que es va descartar l'obra de Blay, que havia quedat una mica passada de moda. El 1932 es va organitzar un concurs públic, que va guanyar Josep Viladomat, amb una imatge de la República en forma de nu femení amb el braç aixecat i portant un ram de llorer, que va ser elaborada en 1934 en bronze. S'integrava llavors en un conjunt amb un obelisc (conegut com el llapis), de 20 m d'alçada i realitzat en granit gris, dissenyat pels arquitectes municipals Adolf Florensa i Joaquim Vilaseca; a més d'un medalló de Joan Peu dedicat a Pi i Margall. El monument va ser inaugurat pel president de la Generalitat Lluís Companys el 12 d'abril de 1936.

### Franquisme
Després de la Guerra Civil, el 13 d'abril de 1939 les autoritats franquistes van retirar l'estàtua i el medalló, que van ser substituïts per una al·legoria de la Victòria de Frederic Marès, al costat d'un escut franquista i una àguila en la seva part superior, i van rebatejar el lloc com a plaça de la Victòria. Igualment, van canviar la inscripció «Barcelona a Pi i Margall» per la de: «A los heroicos soldados de España que la liberaron de la tiranía rojo-separatista. La ciudad agradecida».
L'àguila, de tosca realització, era anomenada de forma burleta per els barcelonesos com; El Gran Lloro, i la plaça va ser coneguda popularment com a «plaça del Lloro». L'àguila no va estar molt temps sobre l'obelisc ja que amb la victòria aliada en la Segona Guerra Mundial el règim franquista es va allunyar de l'estètica que recordés el seu filonazisme i l'àguila va volar al mateix temps que es va deixar de saludar amb el braç enlaire.

### Reinstauració democràtica
L'estàtua de la República i el medalló no van ser destruïts, sinó que van ser guardats en un magatzem municipal. Amb l'arribada de la democràcia, l'Ajuntament de Barcelona va retornar l'obra, però no en el seu emplaçament original, sinó que es va situar a la plaça de la República. Pel que fa a l'obelisc, en 1979 es va retirar l'escut franquista, mentre que l'estàtua de la Victòria va ser retirada en 2011. Actualment queda tan sols l'obelisc, desproveït de cap dedicació específica.
El 27 de febrer de 1981, després del 23-F, la plaça va ser dedicada a Joan Carles I. El 23 de setembre del 2016, l'Ajuntament de Barcelona, presidit per Ada Colau, va aprovar el canvi de nom de la plaça per Cinc d'Oros, el seu nom popular.